# 95 Pułk Artylerii Przeciwlotniczej

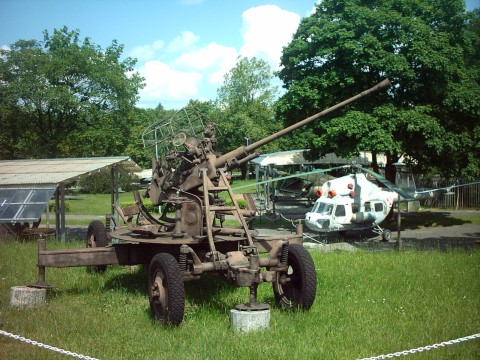
37 mm armata przeciwlotnicza wz. 1939 (61-K)

95 Pułk Artylerii Przeciwlotniczej (95 paplot) – oddział artylerii przeciwlotniczej ludowego Wojska Polskiego.
Pułk został sformowany w 1952 roku, w garnizonie Rogowo, w składzie 16 Dywizji Artylerii Przeciwlotniczej. Na mocy rozkazu Nr 0025/Org. Ministra Obrony Narodowej z 2 kwietnia 1957 roku jednostka została rozformowana.

## Dowódcy pułku
- mjr Ćwirko

## Struktura organizacyjna
- dowództwo i sztab
- pluton dowodzenia
- 4 x baterie artylerii przeciwlotniczej
  - drużyna dowodzenia
  - 3 x plutony ogniowe po 2 armaty plot 37 mm wz 39